# Экснер, Франц Серафин
Франц Серафин Экснер (24 марта 1849 — 15 октября 1926) — австрийский физик.

## Биография
Франц Серафин Экснер происходил из одной из университетских семей Австро-Венгерской империи. Из этой семьи происходили Адольф Экснер, Карл Экснер, Зигмунд Экснер и Мария фон Фриш. Экснер был самым младшим из пяти детей в семье Франца Экснера и Шарлотты Дюсенси. Его отец, Франц Экснер, с 1831 и по 1848 год был профессором философии в Праге, а с 1848 года был членом Совета по образованию в Вене и влиятельный реформатор Австрийской системы университетского образования. Экснер начал изучать физику в Вене в 1867 году. Один год слушал лекции Августа Кундта в Цюрихе. Впоследствии работал вместе с Вильгельмом Рентгеном, и в 1871 году получил доктора философии в Вене.
В 1908 году стал ректором Венского университета. Франц Серафин Экснер был пионером во многих областях современной физики. Он занимался исследованием в области радиоактивности, спектроскопии, электрохимии, атмосферного электричества и теории цвета.

## Избранные публикации
- Franz Exner und Sigmund Exner: Die physikalischen Grundlagen der Blütenfärbungen, 1910
- W C Röntgen und F Exner: Über die Anwendung des Eiskalorimeters zur Bestimmung der Intensität der Sonnenstrahlen. Wien Ber 69: 228 (1874)
- Franz Exner: Vom Chaos zur Gegenwart, 1926 (неопубликовано)